# Ходжатие
Анджоман-э Ходжатие, также называемый «Общество Ходжатие» (перс. انجمن خیریه حجتیه مهدویه‎) – традиционалистская иранская шиитская светская религиозная организация, которая продвигало ортодоксальность посредством ненасильственного евангелизма. Общество Ходжатие было основано в противовес Веры Бахаи в 1950-х.
Общество является решительным сторонником частного бизнеса и свободной торговли, а ее члены являются «религиозными фундаменталистами с сильной антибахаи и антикоммунистической позицией».
Согласно Encyclopædia Iranica, организация не преследовала иранцев-бахаи и оставалась строго пацифистской и полностью выступало против насилия и преследований. Поскольку лидеры Ходжатие придерживались ненасильственной, убедительной стратегии в отношении бахаи, общество не принимала участия в преследовании бахаи в постреволюционном Иране. Несмотря на всю враждебность шейха Махмуда Халаби к бахаи, он был убежденным пацифистом. Он жестко критиковал методы насилия и неоднократно предупреждал своих последователей: «Это не путь, это не наш путь».
Согласно Майклу М. Дж. Фишеру и Абеди Мехди, в их книге «Дебаты мусульман» (1990 г.), пацифистские усилия означают следующее: «(Лидеры Ходжатие), больше, чем осквернение кладбища бахаи в 1979 году или ущерб, нанесенный общественной и частной собственности бахаи, представляют собой преднамеренность кампании против бахаи, кампании, которая продолжалась после них».
Общество «Ходжатие» требовало либерализации общественной жизни, поощрения частной инициативы и невмешательства государства в экономическую деятельность, некоторой демократизации политической сферы, ограничения влияния духовенства на политику, укрепления контактов с Западом.
С 1980-х годов Ходжатие часто упоминается в необоснованных теориях заговора, в которых утверждается, что реальная власть в Иране находится в руках людей, тайно связанных с Ходжатие.

## История
Организация была основана в 1953 году в Тегеране членом шиитского духовенства шейхом Махмудом Халаби с разрешения аятоллы Сейида Хоссейн Боруджерди. Исходный посыл организации заключался в том, что самой непосредственной угрозой исламу была вера бахаи, которую они рассматривали как ересь, которую следовало искоренить . Общество также выступало против как суннизма, так и против неортодоксальной концепции Вилаят аль-факих Рухоллы Хомейни. Более ранняя организация была основана Халаби, «Анджоман-е Имам-е Заман» (называемое «Анджоман-е Зедд-е Бахаи»), которая после революции была переименована в «Анджоман-е Ходжатиех Махдавие» (сокращенно «Ходжатие»). Халаби и его последователи поддерживали Мохаммеда Мосаддыка. Примечательно, что глава общества М. Халаби неоднократно называл Хомейни "сбившимся с пути человеком".
После свержения правительства Мосаддыка  шах Мохаммед Реза Пехлеви разрешил деятельность общества.

В период с марта по июнь 1955 г., в период Рамадана, правительство и духовенство совместно проводили масштабную систематическую программу. В течение этого периода они разрушили национальный центр бахаи в Тегеране, конфисковали собственность и запретили на какое-то время быть бахаи (которое наказывалось тюремным сроком от 2 до 10 лет). Основатель САВАК, генерал Теймур Бахтияр лично принимал участие в разрушении здания бахаи. Заручившись поддержкой других религиозных деятелей, М. Халаби обсудил с генералом Бахтияром план совместных действии против бахаи.
По некоторым сообщениям, Халаби тесно сотрудничал с агентством безопасности САВАК, предложив свое полное сотрудничество в борьбе с «другими языческими силами, включая коммунистов». 
САВАК использовало свою власть с целью привлечения на свою сторону деятелей религиозных кругов. Так, Ходжат-оль-ислам Шейх Мустафа Рахнама в своих мемуарах рассказывает следующее: «… в 1957 году я был снова арестован и доставлен к бригадному генералу Махутиану, который был начальником третьего отдела САВАК. Он много со мной разговаривал. Я помню, он был очень добр ко мне. Я заметил, что он хотел привлечь меня к сотрудничеству. Он предложил мне бороться с бахаи вместо борьбы с режимом… здесь я услышал о связях Ходжатие с САВАК… я отказался сотрудничать с режимом, несмотря на то что я боролся и против бахаи, но я не хотел этого делать в сотрудничестве с САВАК… В конце концов, меня снова отправили в тюрьму».
В обмен на поддержку режима, обществу была предоставлена свобода действии: набор новых членов и сбор средств. К 1977 году Ходжатие насчитывал 12 000 членов. Однако, поскольку режим шаха, по мнению Халаби, предоставил бахаи слишком много свободы, он решил поддержать движение Хомейни по свержению шаха. 
Через некоторое время после победы исламской революции 1979 года, Ходжатие выступило против аятоллы Хомейни. Однако, под давлением властей в июле 1983 года Халаби объявил, что организация прекратила функционирование, и в тот же день Халаби отправился в Мешхед. Тем не менее, примерно в 2002–2004 годах об обществе Ходжатие снова упоминали.

### Репрессии против Бахаи. Основание «Ходжатие»
С момента своего основания веры бахаи в Иране, они подвергались суровым репрессиям, которые усилились с учреждением Исламской Республики. Бахаи не являются признанным религиозным меньшинством, и исламское правительство продолжало такое плохое обращение с бахаи путем систематической дискриминации и преследований. В интервью 1983 года генеральный прокурор Ирана Сейи́д Хоссейн Мусави Тебризи заявил, что «любая организованная деятельность бахаи противоречит закону».
Терпимость правительства к бахаи в соответствии со светскими западными идеями свободы вероисповедания была «способом показать муллам, кто главный». Поскольку бахаи составляли относительно небольшое меньшинство, а большинство иранцев следовали шиитскому течению в исламе, то в определенные моменты, правительство, которое нуждалось в поддержке шиитских религиозных деятелей, снимало государственную защиту с бахаи, которые впоследствии подвергались гонению. Так, во время правления Реза Шаха бахаи находились под покровительством монархии. Ситуация стала меняться при правлении его сына: в 1955 году шах Мохаммед Реза Пехлеви, который нуждался в поддержке шиитского духовенства его политики вступления Ирана в Багдадский пакт, пошел им на уступки и предпринял репрессивные меры против бахаи. В благодарность за поддержку со стороны шахского двора, Ходжатие запретило всем своим членам участвовать в антишахских демонстрациях

### «Ходжатие» и исламская революция 1978–1979 гг.
В сентябре 1978 года САВАК начала антибахаистскую кампанию в Ширазе (район Садийих) с целью отвлечь массы от антиправительственной деятельности. Более 300 домов бахаи (в окрестностях Дилгуши) были разграблены, а затем подожжены.

### «Ходжатие» в 1979–1983 гг.
В период революции члены общества сыграли важную роль в разжигании враждебности революционных масс к бахаи.
Гибель от рук «Моджахедин-э Халк» таких известных политических деятелей исламского режима как Мохаммад Бехешти, Мохаммад Али Раджаи, Мохаммад Джавад Бахонара и других ярких фигур обусловил выход на первый план представителей новой фракции фундаменталистов, которые являлись выходцами из организации «Ходжатие». В эти годы в наблюдательном совете активную деятельность развернули улемы, близкие к «Ходжатие» (Ходжат-оль-ислам Аболь-Касем Хазали и др.). Членам общества удалось занять важные посты в правительстве и других органах государственной власти. В конце 1981 г. в правительстве Мир-Хосейна Мусави четыре министра (Хабибулла Асгаролади, Ахмад Тавакколи, Мохаммад Гарзаи и Али Акбар Парвареш) были тесно связаны с руководителем «Ходжжатие» шейхом М. Халаби. Все они выступали выразителями интересов богатых купцов, владельцев крупных земельных участков в деревне и городе, зажиточных улемов.

## Происхождение названия
Название «Ходжатие» происходит от слова «Ходжат» и обозначает одно из названий Махди.

## Доктрина
В статье в Foreign Affairs Джерри Го утверждал, что общество Ходжатие является «подпольной мессианской сектой ... которая надеется ускорить наступление апокалипсиса», чтобы ускорить возвращение Махди. Однако, по словам юриста Ноа Фельдмана, идея о том, что сторонники «хотят вернуть имама с помощью насилия, а не ... благочестиво ждать и готовиться к возможному возвращению имама по его собственному графику», является неверным толкованием позиции общества, распространенное «за пределами Ирана». Фактически, «Общество Ходжатие» было запрещено и преследовалось правительством Хомейни отчасти за его молчаливое мнение, что прибытие Махди нельзя ускорить».

## Обвинения
Члены Ходжатие «проникали» в группы и организации общины бахаи, получая доступ к регистрационным книгам и конфиденциальной переписке бахаи. Их действия вкупе с аналогичной информацией, полученной от САВАК, привели к массовым арестам и казням иранских бахаи после революции . Они пытались выявить тех иранцев, которые интересовались этой религией, и стремились «обратить» их обратно в ислам, а также противостояли миссионерам бахаи. Студенты общества участвовали в практических дебатах по различным темам, критиковавших бахаи.

## Известные члены общества «Ходжатие»
По некоторым данным, самым высокопоставленным членом Ходжатие является аятолла Мухаммад-Таги Месбах-Йезди, хотя он категорически отрицает это.
По некоторым слухам, Махмуд Ахмадинежад (президент Ирана в 2005–2013 годах) также был сторонником Ходжатие благодаря влиянию аятоллы Месбах-Йезди, который был его наставником . Asia Times сообщает, что Ахмад Тавассоли, бывший глава администрации Хомейни, утверждал в 2005 году, что "исполнительная власть иранского правительства, а также отряды Стражей исламской революции были захвачены обществом Ходжатие, которые, теперь также контролирует Ахмадинежада.
В опубликованной Ноа Фельдманом в 2006 году в газете The New York Times было сказано, что этот слух был распространен врагами Ахмадинежада. Также сообщалось, что Эсфандияр Рахим Машаи (руководитель президентского аппарата в 2009–2012 гг.), был членом Ходжатие, но источник данной информации неясен.
Ведущие духовные лица, поддерживавшие революцию, сочувствовали обществу Ходжатие, в том числе Али Акбар Парвареш, Мохаммад-Реза Махдави Кани и Али Акбар Натек-Нури.
Согласно статье опубликованной Али Альфонехом и Руэл Марк Герехтом, в мемуарах иностранных дел Ирана Мохаммад-Джавад Зариф настоятельно рекомендует получать семейное воспитание с Ходжатие.